# Reprezentacja Paragwaju w piłce siatkowej mężczyzn
Reprezentacja Paragwaju w piłce siatkowej mężczyzn - narodowa drużyna reprezentująca Paragwaj w rozgrywkach międzynarodowych. W latach 50 XX wieku drużyna Paragwaju była jedną z najlepszych drużyna Ameryki Południowej jednakże w ciągu następnych lat dominującą pozycję na kontynencie zdobyły zespoły Brazylii oraz Argentyny. Drużyna zajmuje 35. miejsce (lipiec 2014) w rankingu FIVB.
Do największych sukcesów zespołu paragwajskiego zalicza się trzy medale Mistrzostw Ameryki Południowej oraz 12 miejsce na olimpiadzie w 1960 roku. 

## Osiągnięcia

### Mistrzostwa Ameryki Południowej
2. miejsce - 1958
 3. miejsce - 1956, 1979